# Cenotafio de los santos Vicente, Sabina y Cristeta
El cenotafio de los santos Vicente, Sabina y Cristeta es un gran monumento funerario con estructura arquitectónica y escultórica, de la segunda mitad del siglo XII y con un baldaquino añadido durante el siglo XV, que se encuentra en la basílica de San Vicente de Ávila. Es uno de los cenotafios románicos mejor conservados y con una iconografía muy importante.

## Historia
A principios del siglo IV, durante la persecución de Diocleciano, y por orden del pretor Daciano, sufrieron martirio en Ávila los hermanos Vicente, Sabina y Cristeta (procedentes de Talavera) por negarse a firmar un documento en el que debían reconocer haber ofrecido sacrificios a los dioses romanos, según establecía el cuarto edicto de la persecución. Según la tradición sus cuerpos fueron depositados en el hueco de una roca, edificándose posteriormente sobre ese lugar, en su honor, la actual basílica (la roca sería la que se puede contemplar en la capilla derecha de la cripta).
Allí siguieron sus restos hasta su traslado al monasterio de San Pedro de Arlanza por orden del rey Fernando I de León y Castilla en el año 1062, pues por esos años la iglesia de San Vicente estaba bastante abandonada y las reliquias corrían el riesgo de perderse. 
Más tarde se efectuó un nuevo traslado en el año 1835 a la Colegiata de San Cosme y San Damián de Covarrubias de donde pasaron a la capilla de las Reliquias de la catedral de Burgos hasta su último traslado, a su primer lugar de veneración, la basílica de San Vicente de Ávila, dentro de unas urnas colocadas en el altar mayor.

## Descripción
El cenotafio se encuentra  situado en el crucero, bajo el arco toral del lado de la Epístola y está formado por un arca rectangular de piedra policromada, con cubierta a dos vertientes que lleva decoración en escamas. Está colocada sobre una plataforma con arquería lobulada que se sustenta en columnillas dobles con los fustes decorados con estrías de espirales y entrelazos. Los capiteles están tallados con hojas de acanto y al llegar a los ángulos forman grupos de columnas de a cuatro y en la medial de la cabecera, se puede ver la representación de una figura a modo de atlante, con el aspecto de estar haciendo un gran esfuerzo para soportar el peso del arca. Sobre los capiteles se encuentran otros arquillos y entre ellos, los relieves de los apóstoles, los evangelistas y una serie de personajes en actitud de «Ora et labora». La urna o arca está decorada con escenas del martirio de los santos en el frontal y parte posterior, y en los dos laterales la representación del pantocrátor con el Tetramorfos en uno y en el otro la Adoración de los Reyes.
- Todas estas imágenes pertenecen a la serie de «Ora et labora»

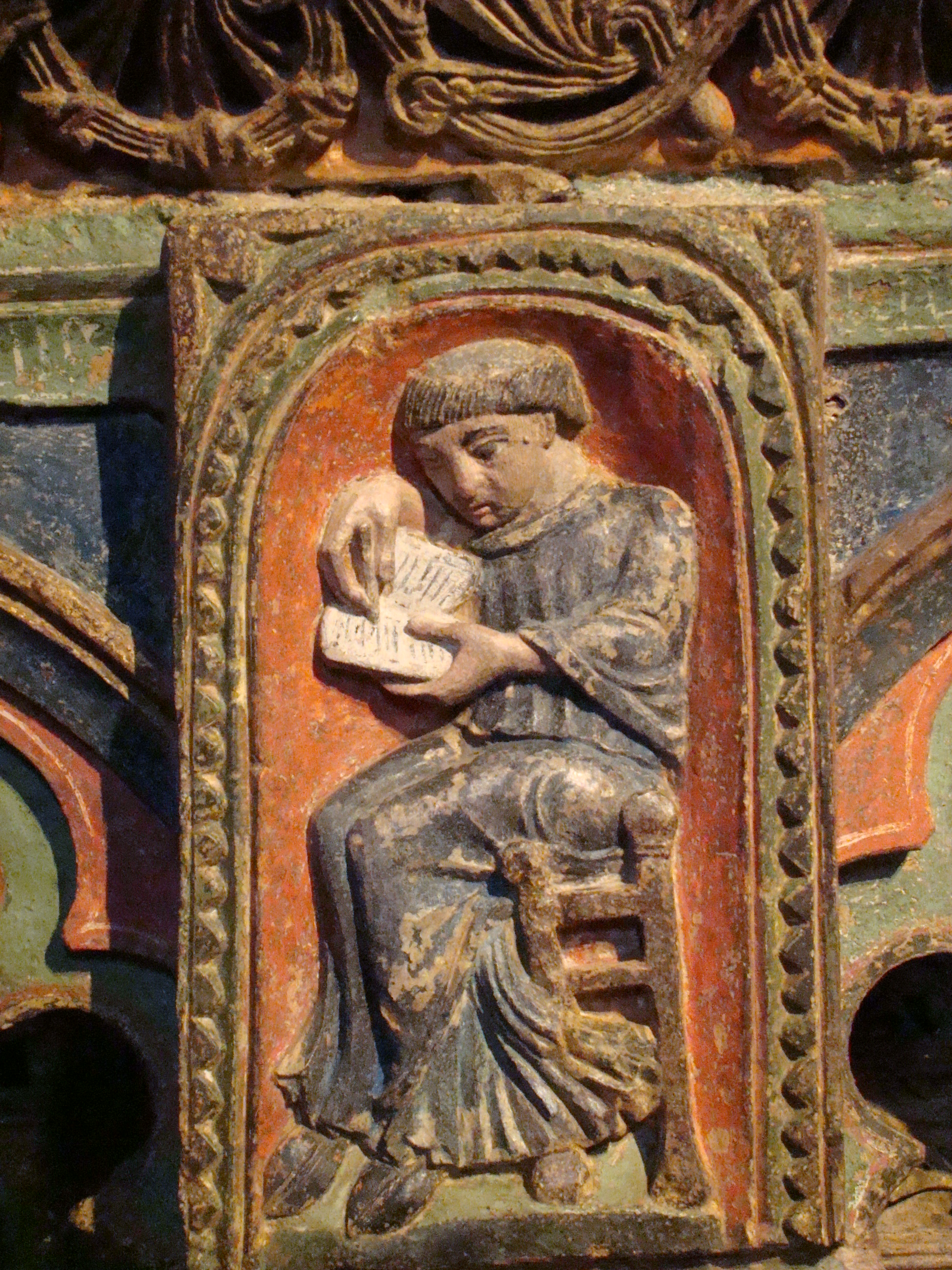
Monje copista.
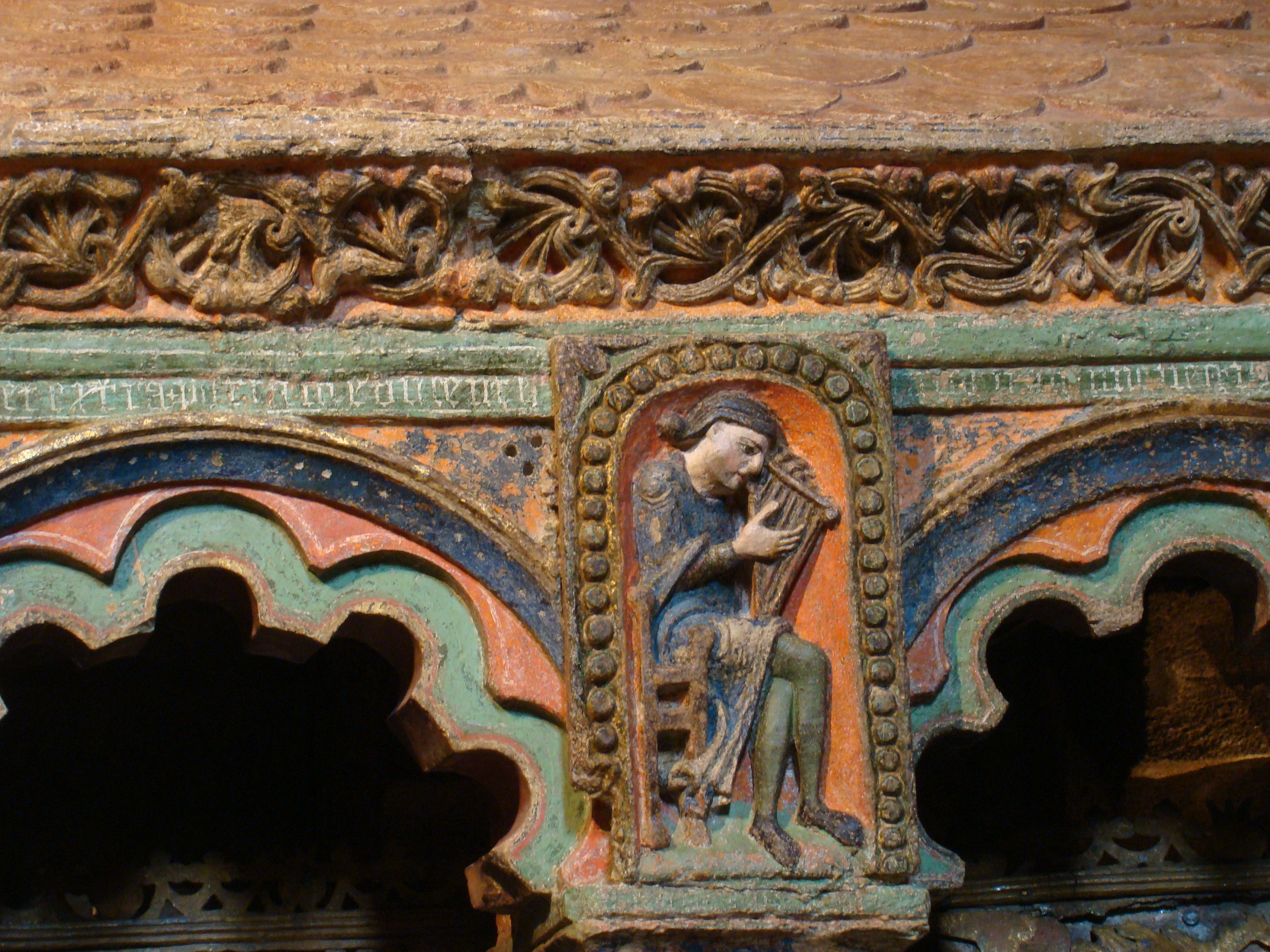
Monje arpista interpretando la música.
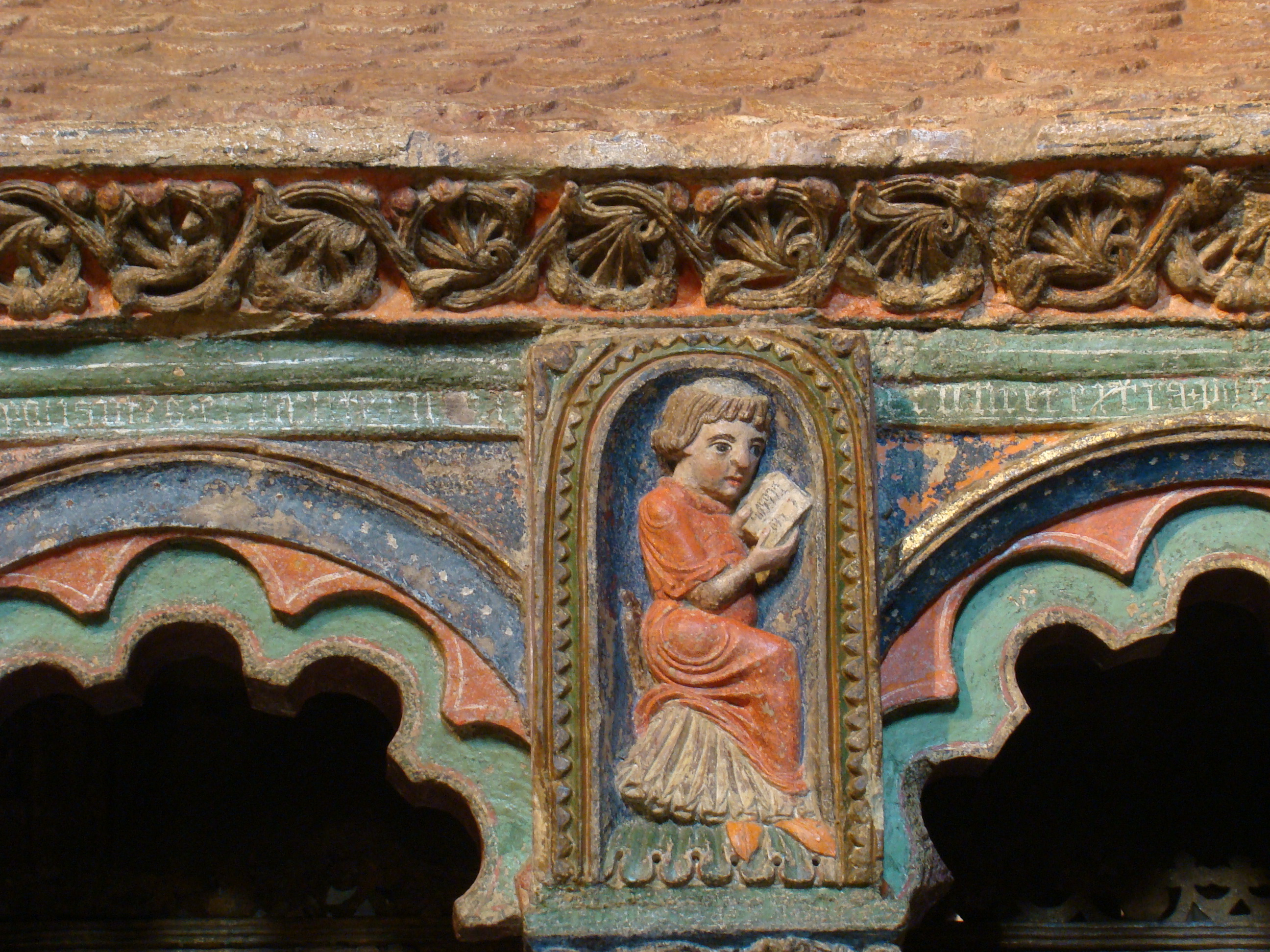
Monje joven rezando, entre los arquillos.
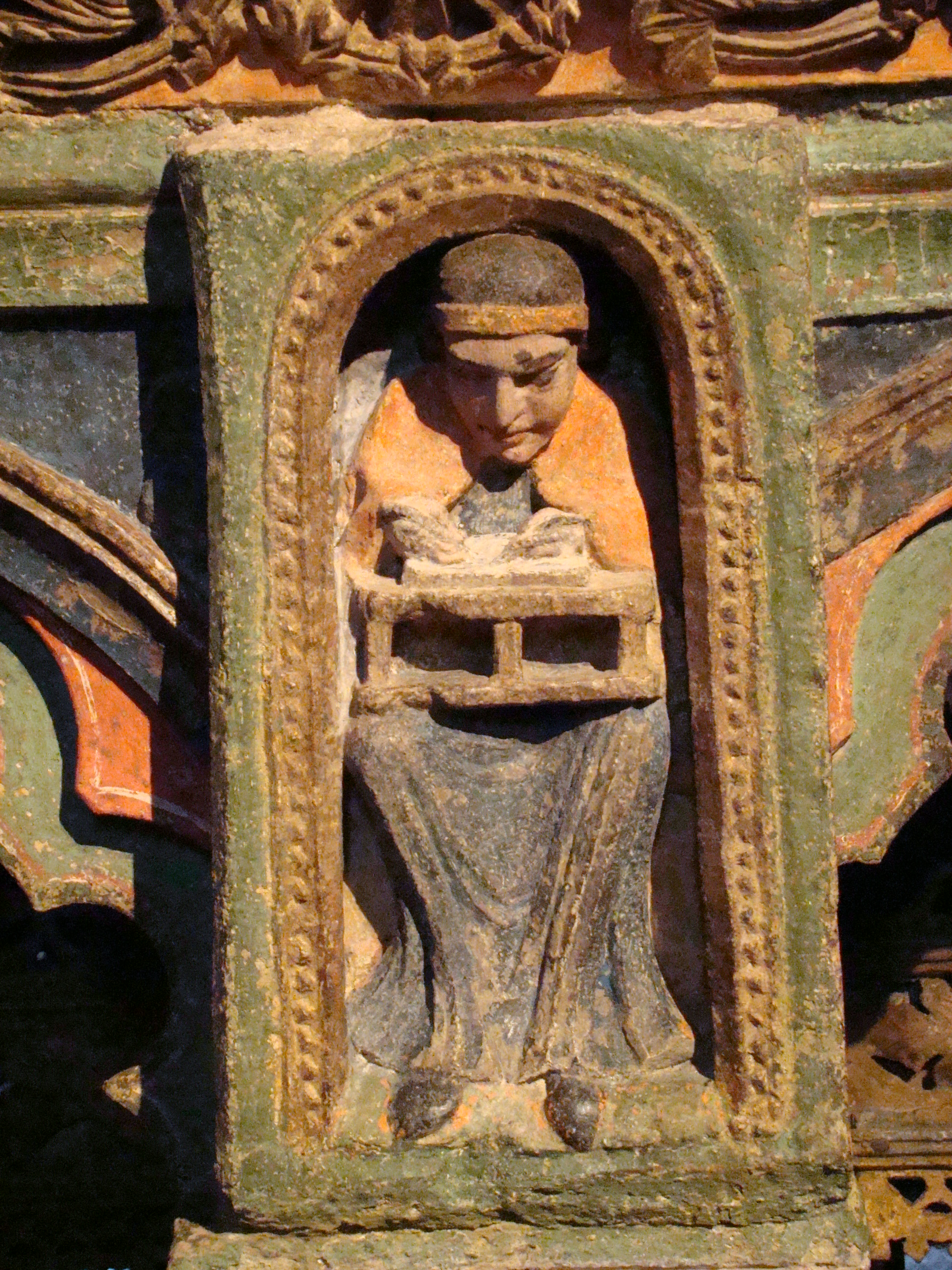
Monje encuadernador.

### Iconografía
La historia de los relieves entre los arquillos lobulados consta de varias escenas repartidas en cada unos de los laterales.
Primer lateral del lado norte:
- San Vicente es delatado ante el pretor Daciano, que se encuentra sentado y con corona real.
- El santo es llevado a la prisión, donde deja la huella de su pie que simboliza la firmeza de su fe cristiana.
- Es visitado por sus hermanas en su prisión y le piden que huya de allí.
- Se denuncia a las santas ante el pretor, el cual manda su persecución.
- Dos soldados a caballo van tras los huidos.
- Se ve a los tres hermanos que se dirigen a caballo hacia Ávila.

Las figuras de este lateral se presentan  todas  vestidas con un estilo muy naturalista. El pretor a pesar de estar representado dos veces no repite el gesto, ya que cuando ordena la prisión de san Vicente lo hace con una actitud imperativa y sin embargo parece preocupado o indeciso cuando manda la detención de Sabina y Cristeta.

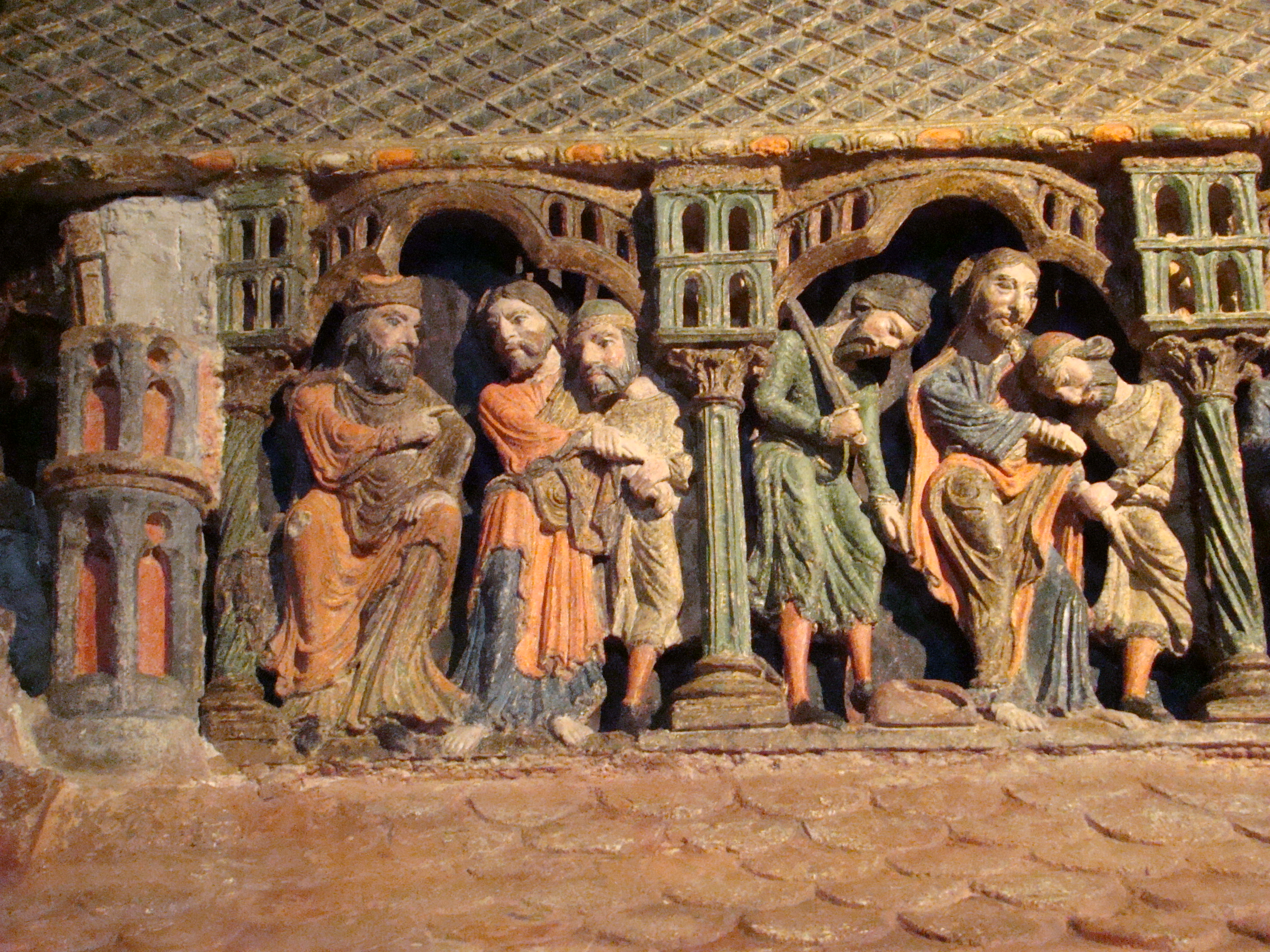
Vicente maniatado es llevado ante Daciano. En la segunda escena puede verse la huella de su pie que simboliza su fe cristiana.
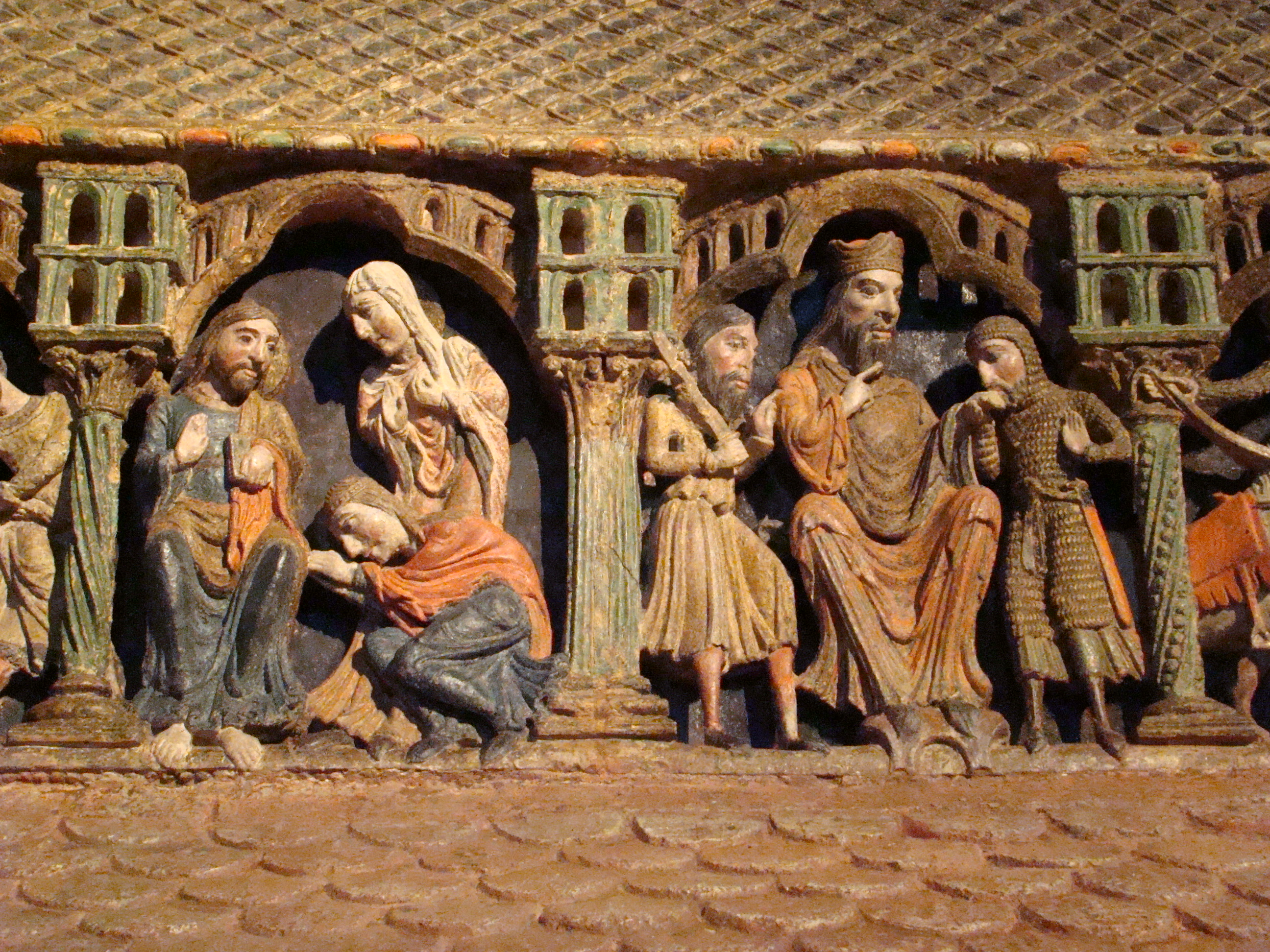
Vicente es visitado por sus hermanas en la prisión. En la otra escena Daciano manda su persecución.
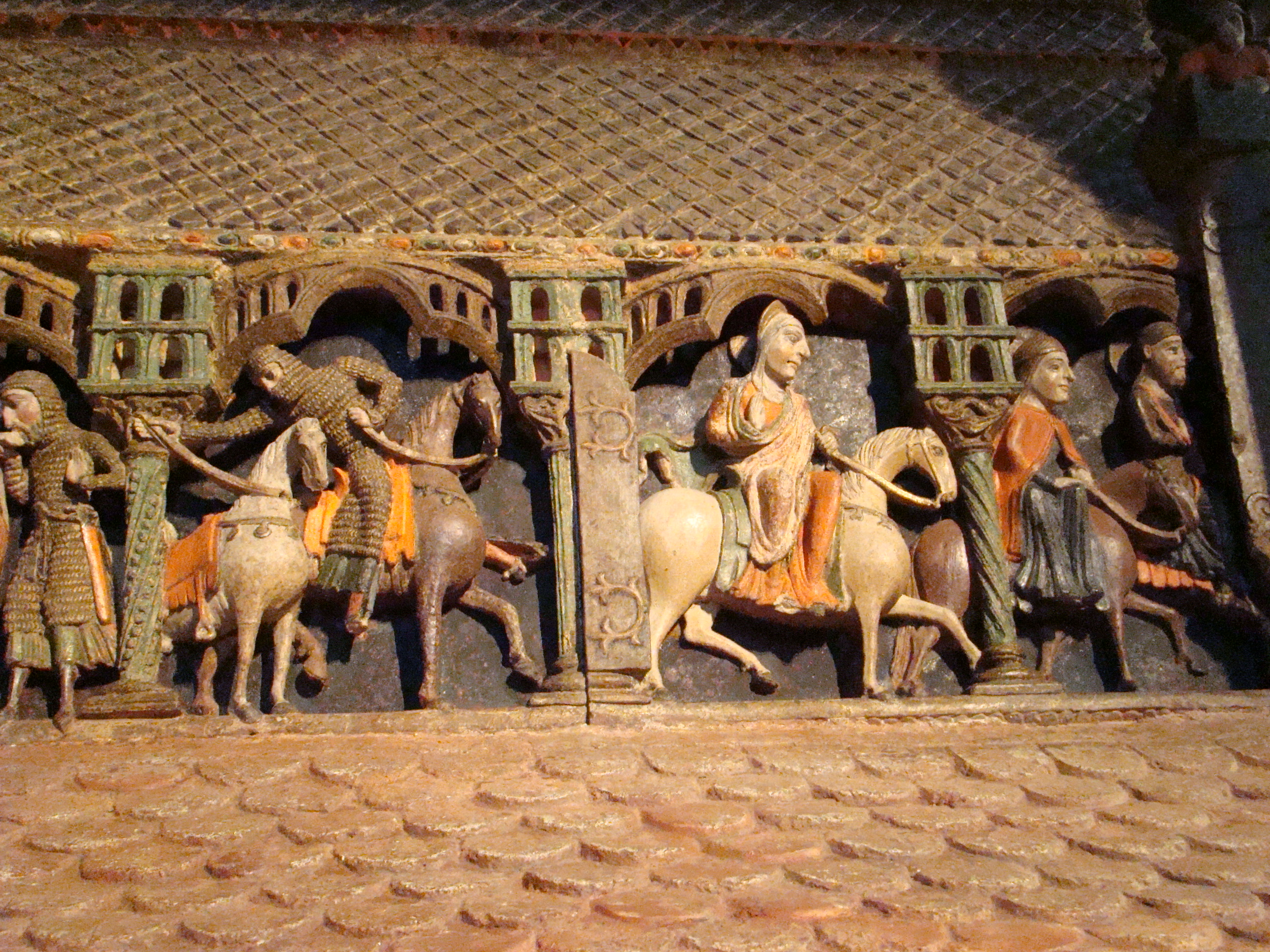
En la primera escena un soldado le tiende a otro las riendas del caballo. En la segunda escena los tres hermanos huyen a caballo.

Segundo lateral del lado sur:
- Los verdugos desnudan a los tres hermanos arrastrándoles por los cabellos.
- Son martirizados atados en el potro en forma de aspa.
- Siguen con el martirio aplastando sus cabezas entre maderos y sobre ellos dos ángeles conducen sus almas en un lienzo hacia la mano de Dios que las bendice.
- Una gran serpiente sale entre los cuerpos de los santos y se enrosca en el cuello de su delator, que suplica el perdón divino.
- Convertido el judío delator, es el que entierra los cadáveres de los mártires, en el lugar donde según la tradición, él mismo construyó la primitiva iglesia.

La escena con mayor originalidad es la anterior al martirio donde el maestro escultor representó a los tres hermanos desnudos; el santo en el centro, está cubierto con un paño en la cintura, una hermana totalmente desnuda, mientras la otra tiene los brazos y la cara oculta por la túnica de la que un soldado la está despojando. Los cuerpos de las santas se inclinan simétricamente a ambos lados de su hermano, formando uno de los más bellos relieves de la escultura románica del siglo XII de la península.

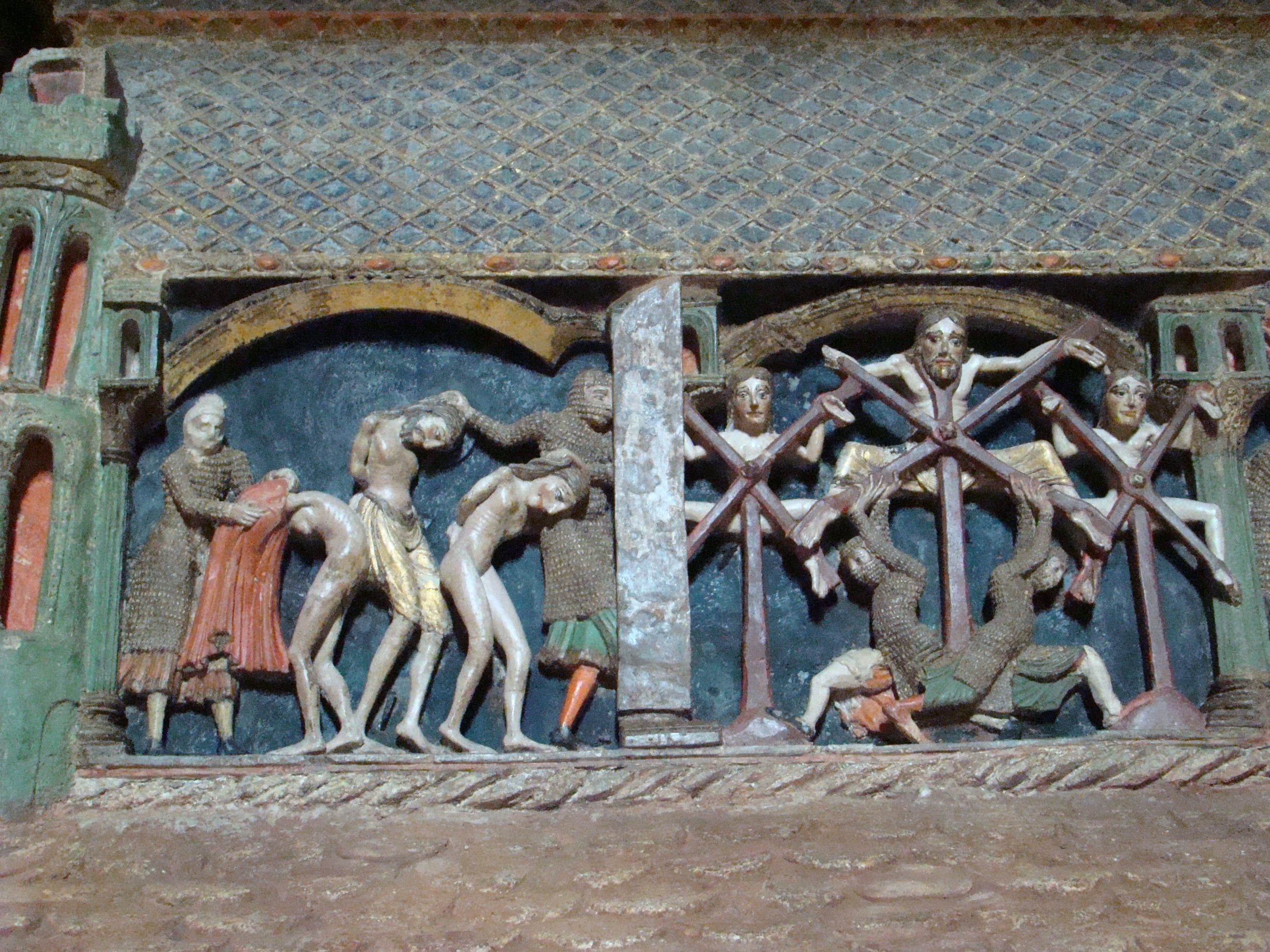
En la primera escena despojan a los santos mártires de sus vestiduras. En la segunda escena les aplican el martirio.
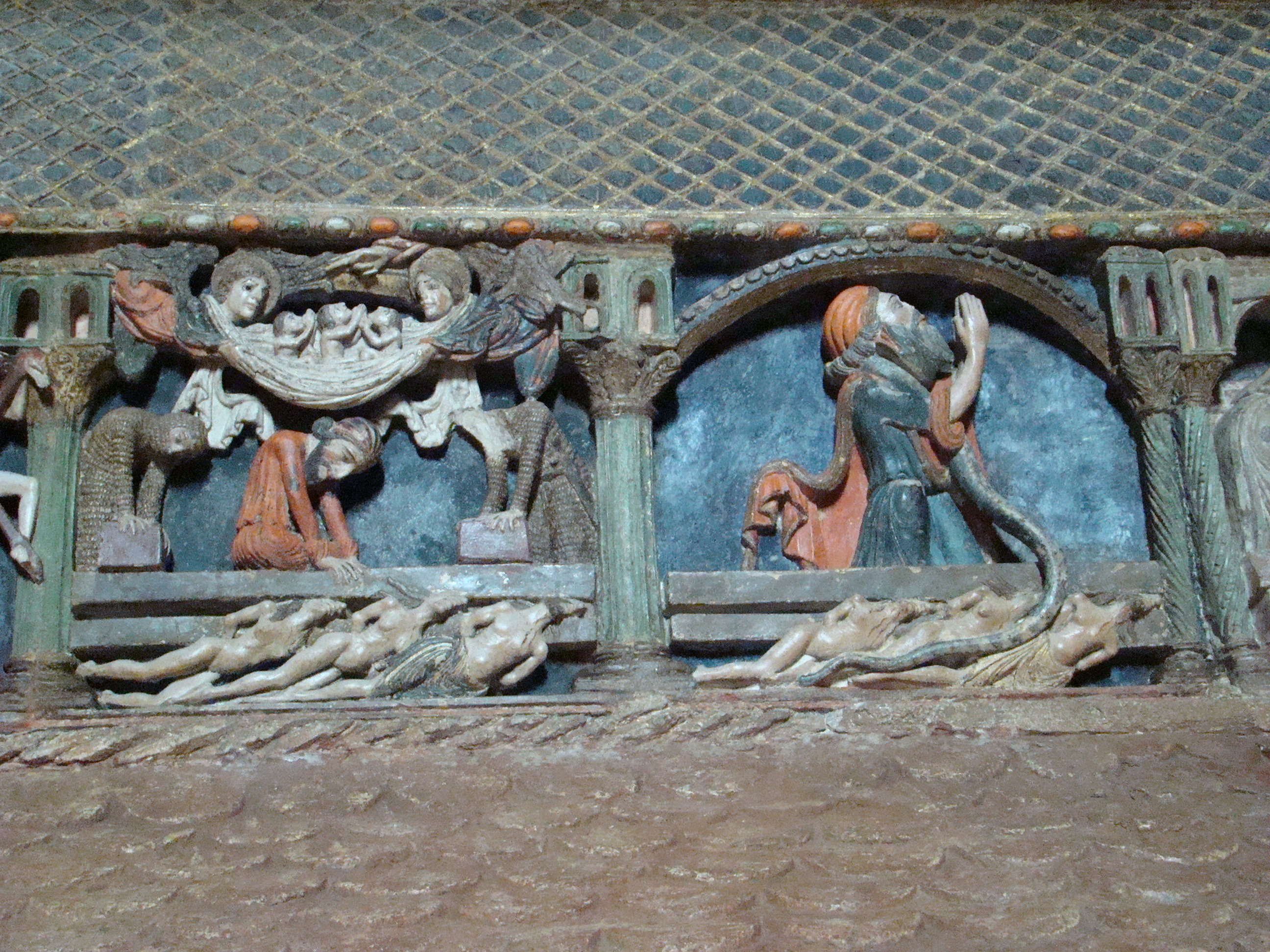
En la primera escena se ve a dos ángeles que portan sus almas al cielo. La segunda escena muestra el castigo del judío por medio de una serpiente.
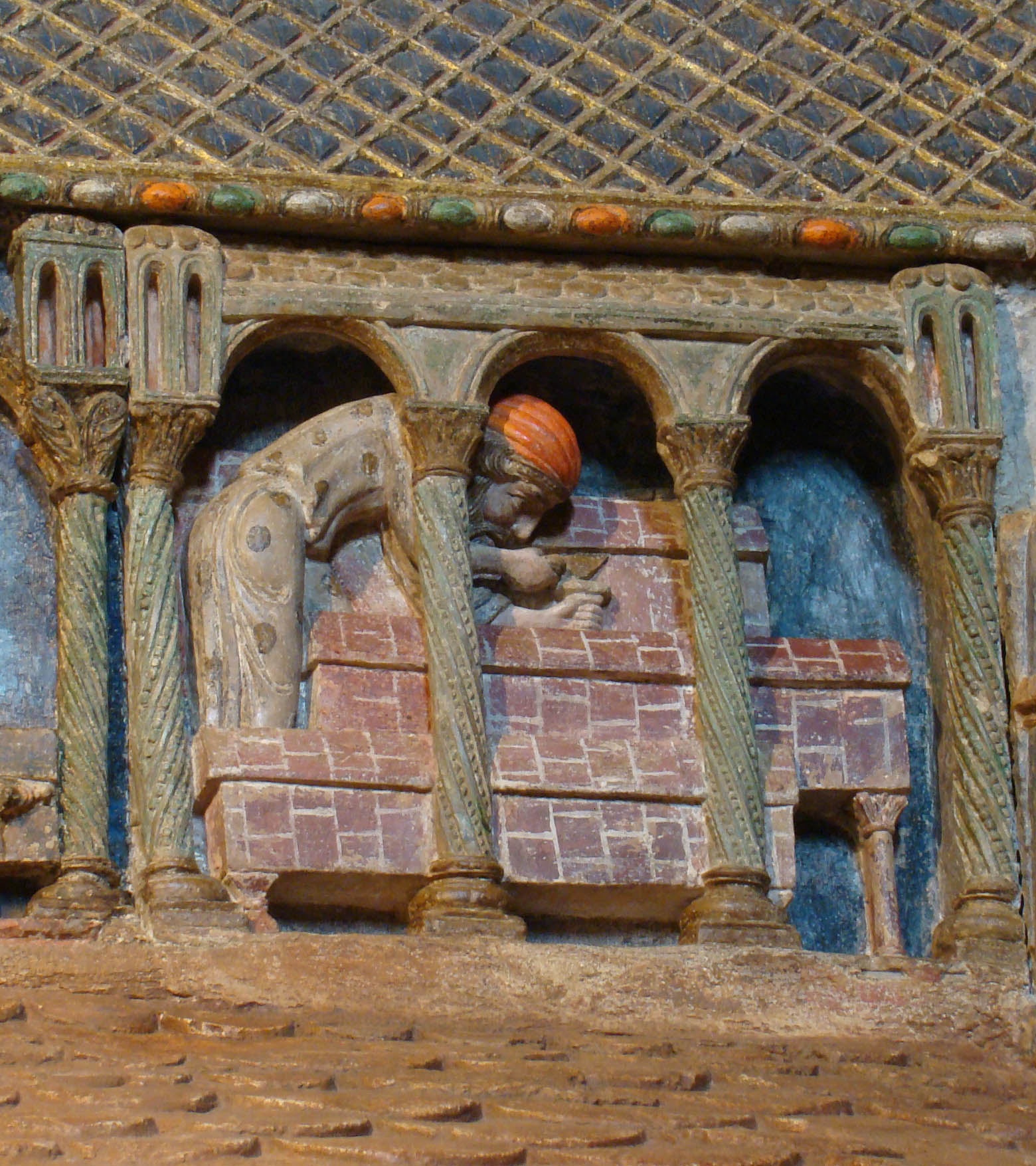
El judío responsable de la muerte de los tres hermanos, arrepentido decide construir un templo para su enterramiento.

Frontal del lado este:

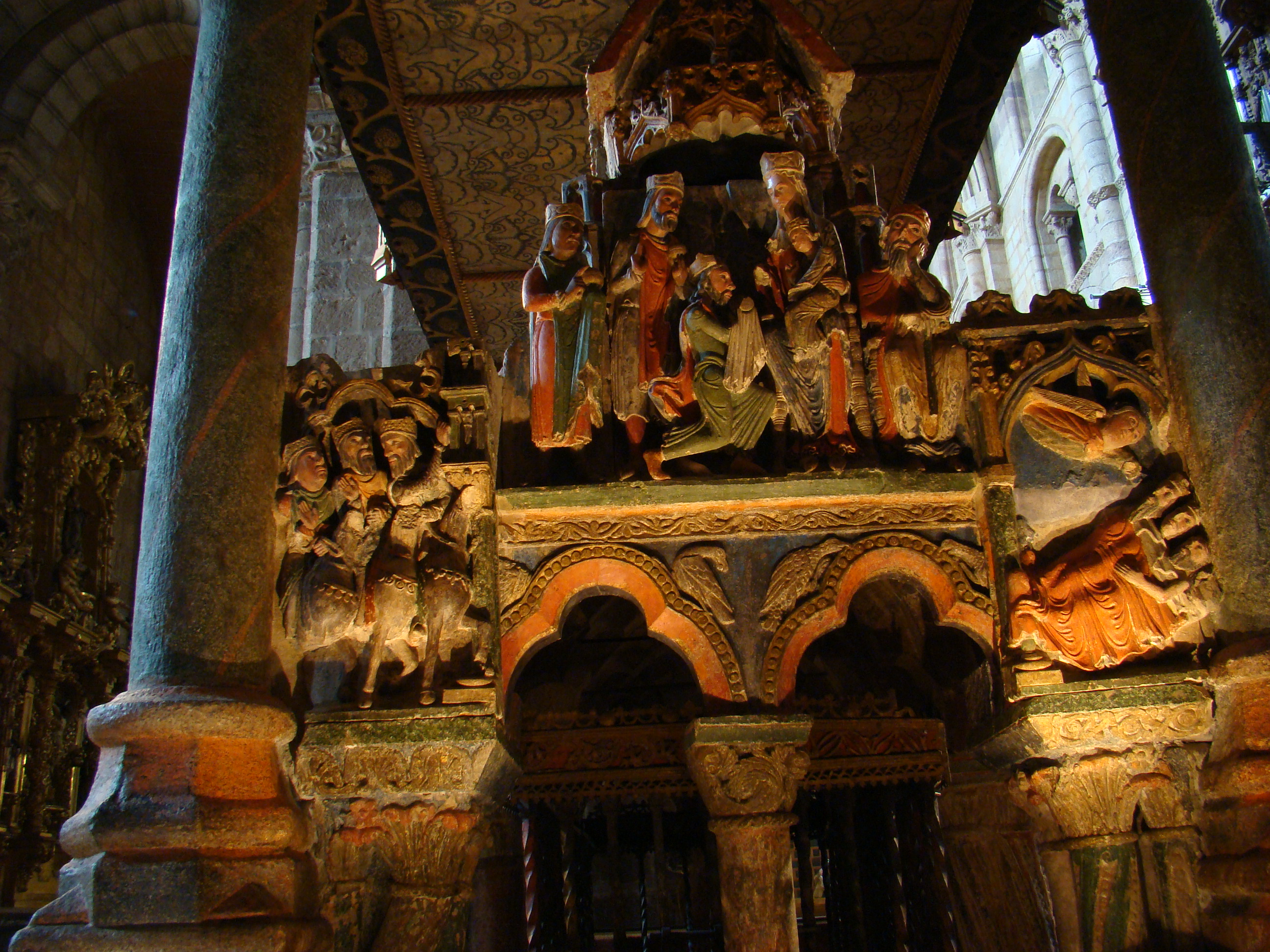
Escenas de la Adoración.

- La Epifanía o Adoración de los Reyes está distribuida en tres escenas: los reyes en camino, la adoración al Niño con la imagen de la Virgen y otra escena donde se les recomienda, en sueños, no visitar a Herodes en su regreso.

Frontal del lado oeste:
- El pantocrátor con los símbolos de los evangelistas sobre la columna-atlante.

### Autor
Parece que el monumento conmemorativo o cenotafio fue realizado por el maestro Fruchel (Frugerius, Froger, o también escrito Eruchel), al que se le atribuye la ejecución de la escultura del pórtico occidental de la basílica de San Vicente. Se sabe que este maestro era de origen francés, probablemente de la parte norte de Borgoña, ya que su escultura deja entrever cierta relación con las imágenes de los apóstoles del pórtico de la basílica de Vézelay. Se encontraba trabajando en España hacia 1170 y consta que su fallecimiento se produjo en 1192.

### Baldaquino

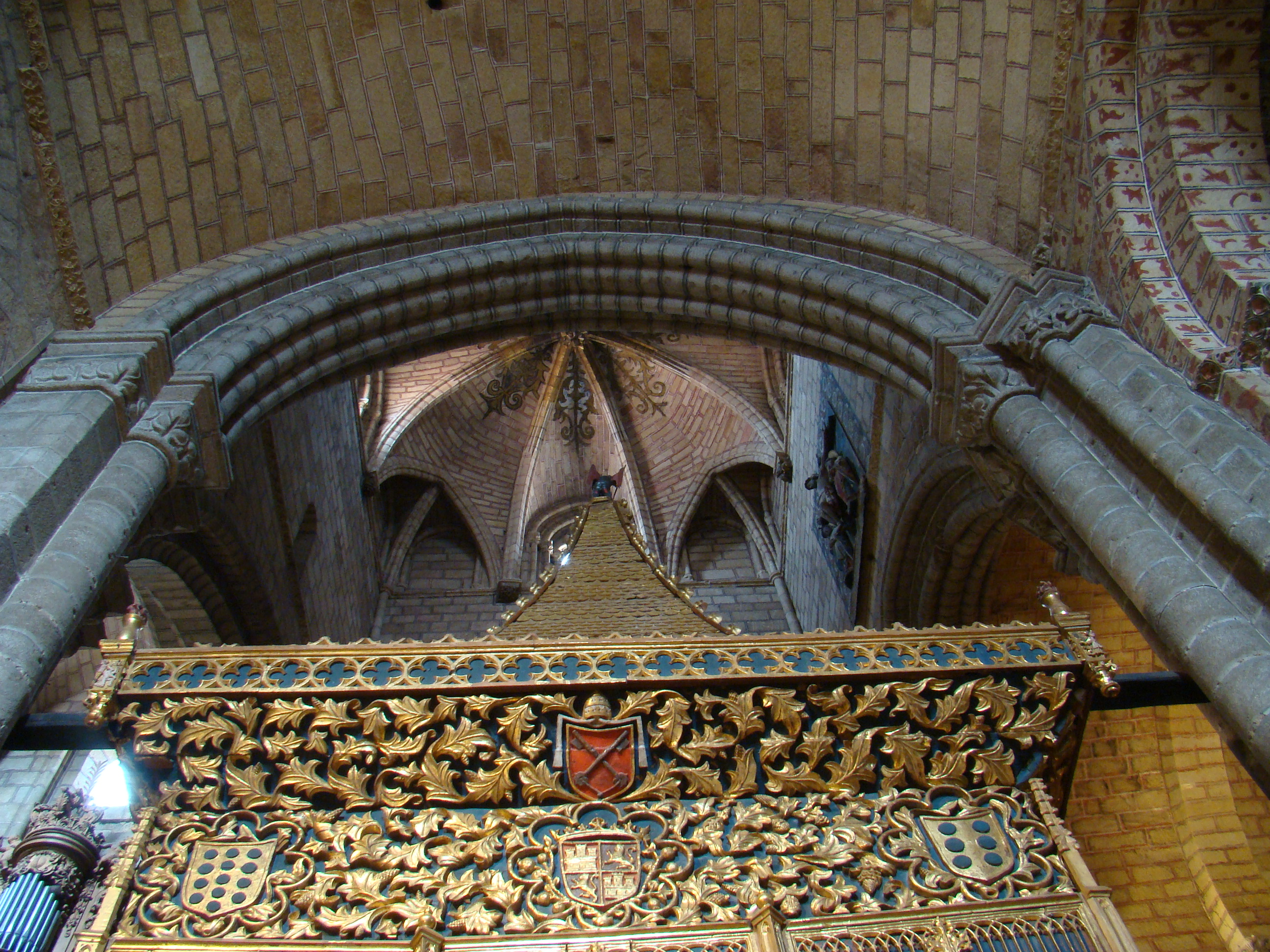
Detalle del baldaquino y su decoración heráldica.

El cenotafio está cubierto por un baldaquino de estilo gótico flamígero de madera policromada y dorada sobre un azul intenso, con tejado puntiagudo y la figura de san Miguel como remate, en su friso se aprecian los escudos de la Corona de Castilla, de la Catedral, del papa y del obispo Martín de Vilches, entre otros de casas nobles abulenses. Todos ellos sobre un fondo con grandes hojas talladas y doradas. Se encuentra sostenido por un zócalo y unas gruesas columnas de piedra granítica, también con rica policromía. Este baldaquino se realizó en las obras efectuadas en la iglesia durante los años 1465 y 1468.

## Restauración
A principios del siglo XXI, se llevó a cabo una restauración que incluyó la recuperación de la policromía perdida o más bien tapada por los sucesivos repintados a que había estado sometido el cenotafio junto con el baldaquino a través de los años. Fueron reparados y devueltos los colores originales que tuvo cuando la ejecución del baldaquino en el siglo XV.

## Pintura sobre tabla con el tema de san Pablo
Dentro del cenotafio de los santos mártires, se encontró una pintura sobre tabla, representando a san Pablo, con datación del siglo XII. Parece que correspondía a una pintura mayor, quizá a un apostolado completo; el trozo encontrado mide 122 cm de altura por 24 cm de ancho y se conserva en el museo de la catedral de Ávila.
La técnica empleada fue al temple, con los colores azul, amarillo y blanco; la imagen está resaltada con trazos negros. La semejanza entre esta pintura y la escultura del apostolado de la fachada de esta misma iglesia de San Vicente, realizada por el maestro Fruchel, hacen pensar que pudiera ser del mismo autor o que el pintor se inspiró en esas imágenes. Los pliegues, el borde de la túnica, la forma de colocación del manto y la postura de los pies son los rasgos de comparación más similares.